# Booty Man
Booty Man è un singolo estratto dall'album di Redfoo, Party Rock Mansion.

## Video
Il video ufficiale è stato distribuito su YouTube il 19 febbraio 2016.